# ナデジダ・ソゾノフ
ナデジダ・ソゾノフ(Nadezhda Sozonov、1991年8月14日 - ）は、ロシアの女子ラグビーユニオン選手。

## プロフィール
- ロシア、アクサイ出身[1]。
- ポジションはセンター(CTB)。
- 身長 165cm、体重 65kg
- 夫のウラディスラフもラグビー選手(ロシア代表)。

## 略歴
2021年、東京五輪の7人制女子ロシア代表に選ばれた。